# Sông Madeira

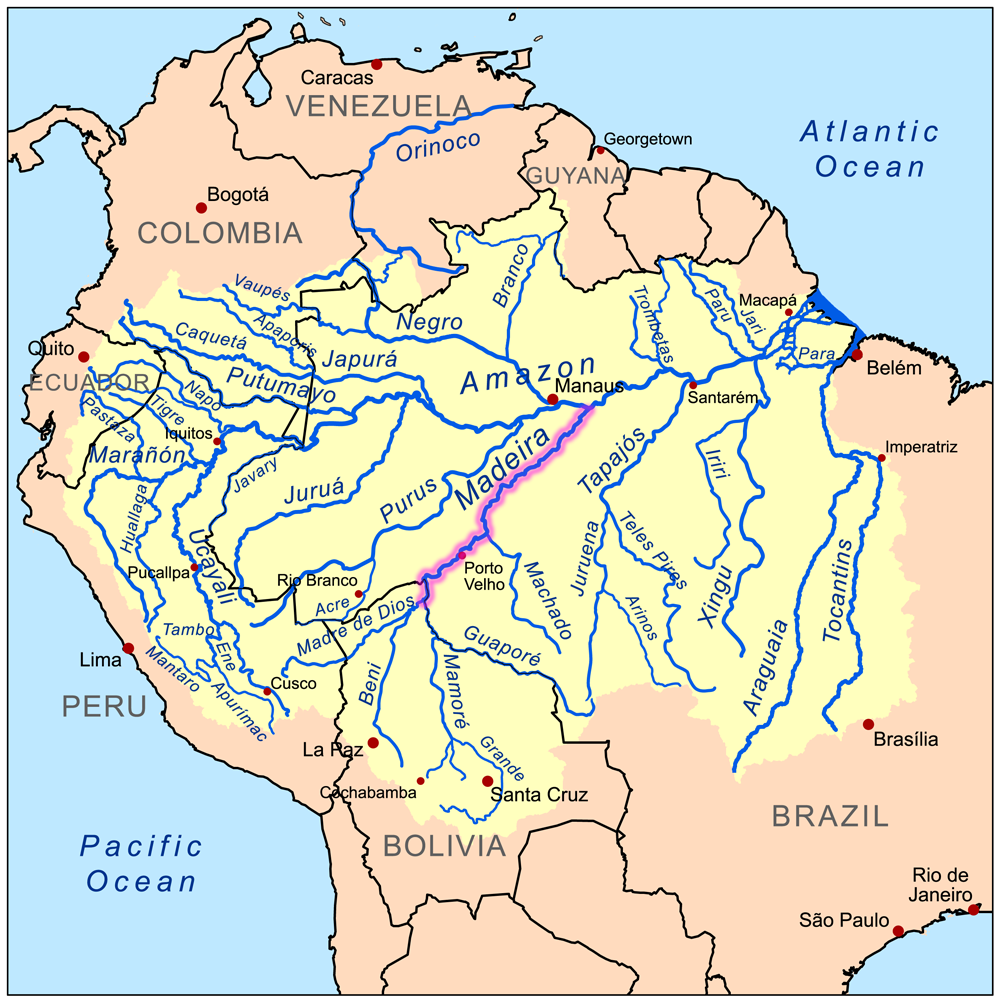
Bản đồ bồn địa Amazon với sông Madeira được tô đậm

Sông Madeira là một tuyến đường thủy chính tại Nam Mỹ, dài xấp xỉ 3.250 km (2.020 mi) Madeira là phụ lưu lớn nhất của sông Amazon. Một bản đồ từ Emanuel Bowen vào năm 1747, nay nằm tại bộ sưu tập bản đồ David Rumsey, đã biểu thị Madeira với tên gọi bản địa, thời kỳ tiền thực dân là Cuyari:

## Khí hậu
Lượng mưa trung bình năm tại đại bồn địa dao động từ 750 đến 3.000 milimét (30 đến 118 in), toàn bộ lưu vực bồn địa Thượng Madeira nhận được lượng mưa hàng năm là 1.705 milimét (67,1 in). Những điểm đạt cực tiểu và cực đại về lượng mưa là 490 đến 7.000 milimét (19 đến 276 in). Tại đầu nguồn, Madeira vẫn là một trong những dòng sông lớn nhất thế giới, với lưu lượng dòng chảy trung bình năm là 18.000 mét khối trên giây (640.000 cu ft/s), tức là 536 kilômét khối (129 mi khối)/năm, xấp xỉ một nửa lưu lượng dòng chảy của sông Congo. Phần đóng góp của lưu vực thuộc dãy Andes tại Bolivia là 132 kilômét khối (32 mi khối)/năm, chiếm 25% toàn bộ lưu lượng của thượng nguồn Madeira. Xa về phía hạ nguồn hướng về nơi hợp dòng vào Amazon, lưu lượng trung bình của sông Madeira lên tới 31.200 mét khối trên giây (1.100.000 cu ft/s).

## Dòng chảy
Giữa Guajará-Mirim và thác Teotônio, Madeira tiếp nhận nguồn nước từ sườn đông bắc của dãy Andes từ Santa Cruz de la Sierra đến Cuzco, toàn bộ sườn tây nam của bang  Mato Grosso thuộc Brasil và sườn bắc của dãy Chiquitos. Tổng cộng, diện tích lưu vực của sông là 850.000 km², lớn hơn cả diện tích Thái Lan và Lào cộng lại. Có nhiều con sông lớn đổ nước vào Madeira, chính yếu trong số đó, từ đông sang tây, là Guaporé hay Itenez, Baures và Blanco, Itonama, Mamoré, Beni, và Mayutata hay Madre de Dios, tất cả chúng lại có nhiều chi lưu thứ cấp bổ sung nguồn nước. Khí hậu của lưu vực thượng nguồn thay đổi từ ẩm đến bán khô hạn.
Thác Teotônio và San Antonio vượt trội so với thác Boyoma nổi tiếng tại châu Phi về dung tích nước đổ xuống. Từ các ghềnh thác này, Madeira chảy về phía bắc và tạo thành một phần tuyến biên giới tự nhiên giữa Bolivia và Brasil dài 100 km (62 mi). Phía dưới nơi hợp lưu của Rio Abunã, Madeira uốn khúc về phía đông bắc qua các bang Rondônia và Amazonas ở tây bắc Brasil cho đến ngã ba sông với Amazon. Tại cửa sông tại Ilha Tupinambaranas, một vùng đầm lấy rộng lớn được tạo nên từ các phân lưu của Madeira.

## Giao thông
Sông Madeira có mực nước sâu đến 15 m (50 ft) vào mùa mưa, và tàu thủy có thể vào đến gần thác San Antonio, gần Porto Velho, Brasil, 1.070 km (660 mi) tính từ cửa sông; nhưng vào các tháng mùa khô, tức từ tháng 6 đến tháng 11, sông chỉ còn sâu 2 m (từ 5 đến 6 feet). Đường sắt Madeira-Mamoré chạy 365 km (227 mi) vòng quanh khúc sông tàu bè có thể đi lại cho đến Guajará-Mirim tại sông Mamoré.
Hai con đập lớn đang được xây dựng  và là một phần của dự án hội nhập khu vực IIRSA. Các kế hoạch xây dựng đập bao gồm cả các cửa cống tàu thủy lớn có và các tàu biển có thể đi lại giữa hạ nguồn và hồ chứa. Nếu dự án này hoàn thành, "trên 4.000 km đường thủy thượng du tính từ đập thuộc Brasil, Bolivia, và Peru có khả năng thông hàng.".

## Hình ảnh

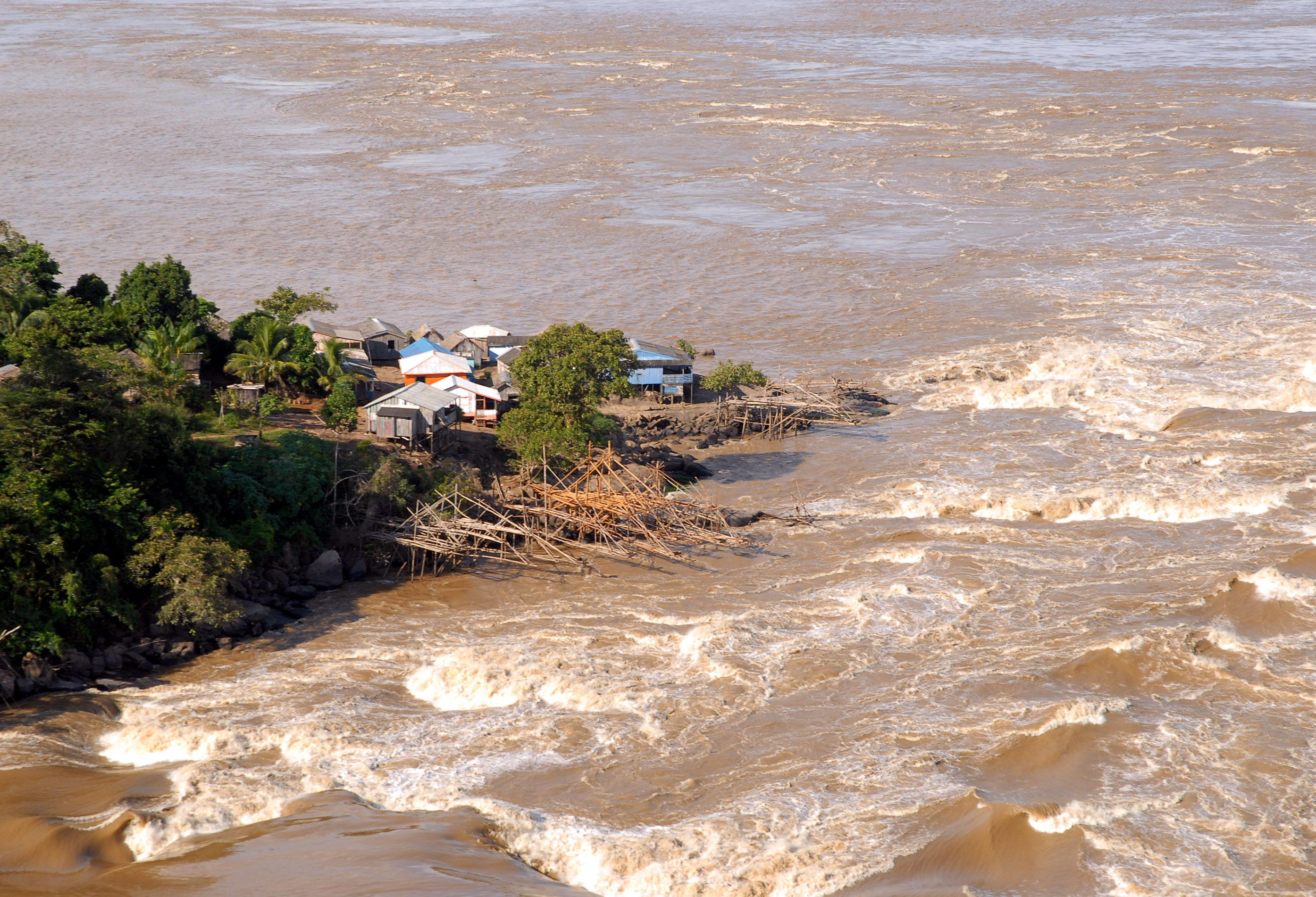
Các ghềnh thác trên sông Madeira tại Teotônio
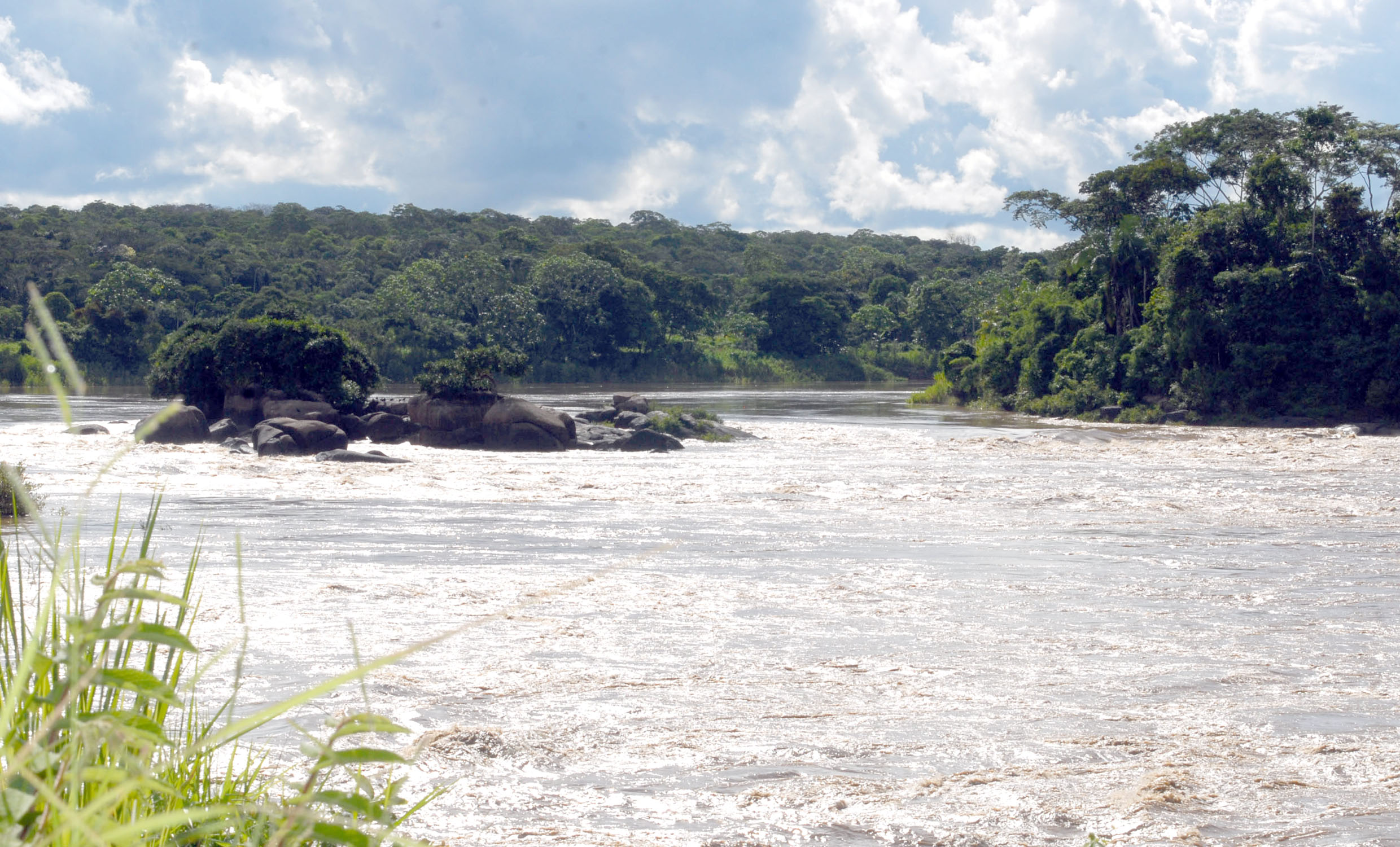
Sông Madeira tại Porto Velho
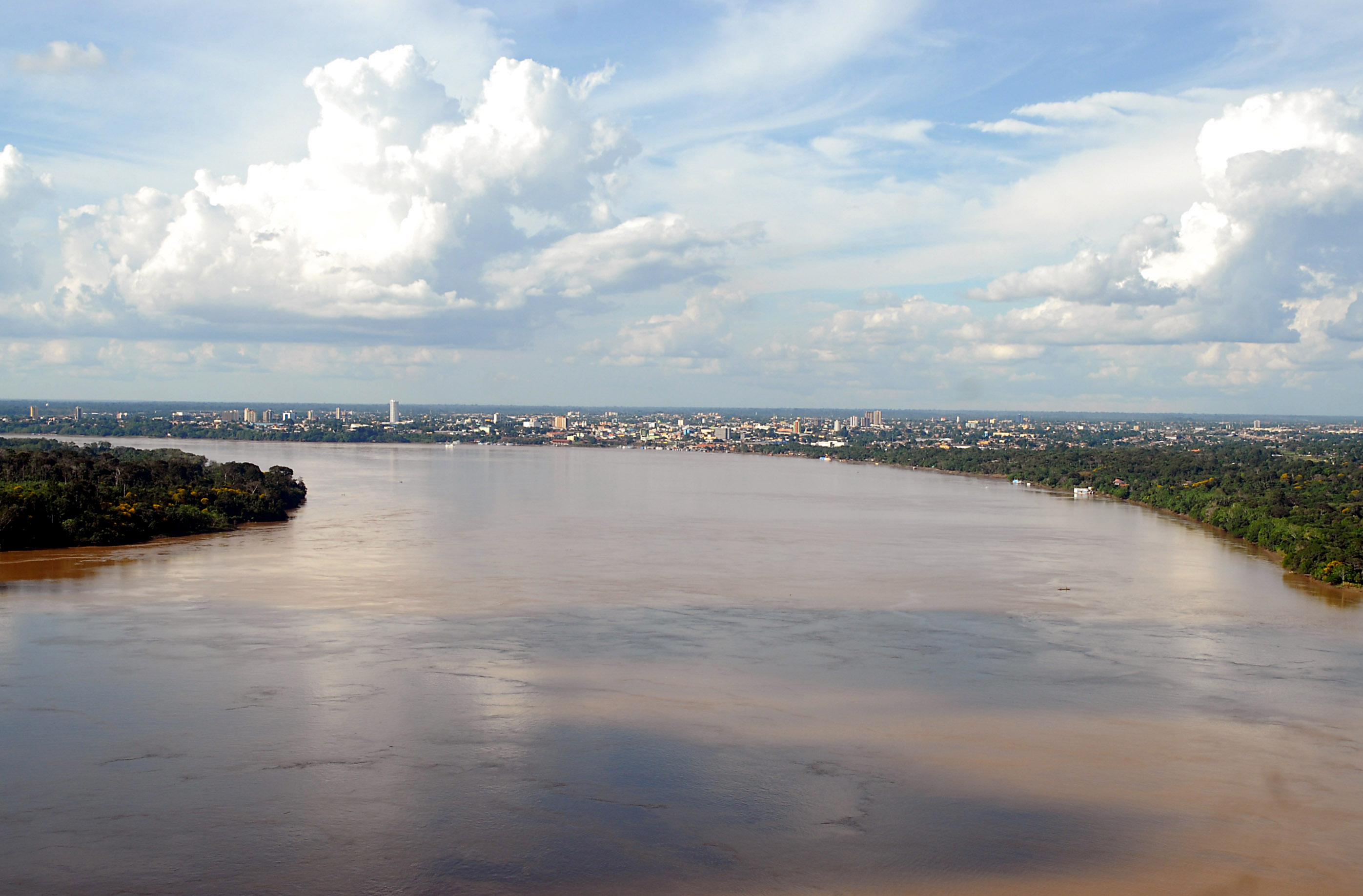
Sông Madeira tại Porto Velho
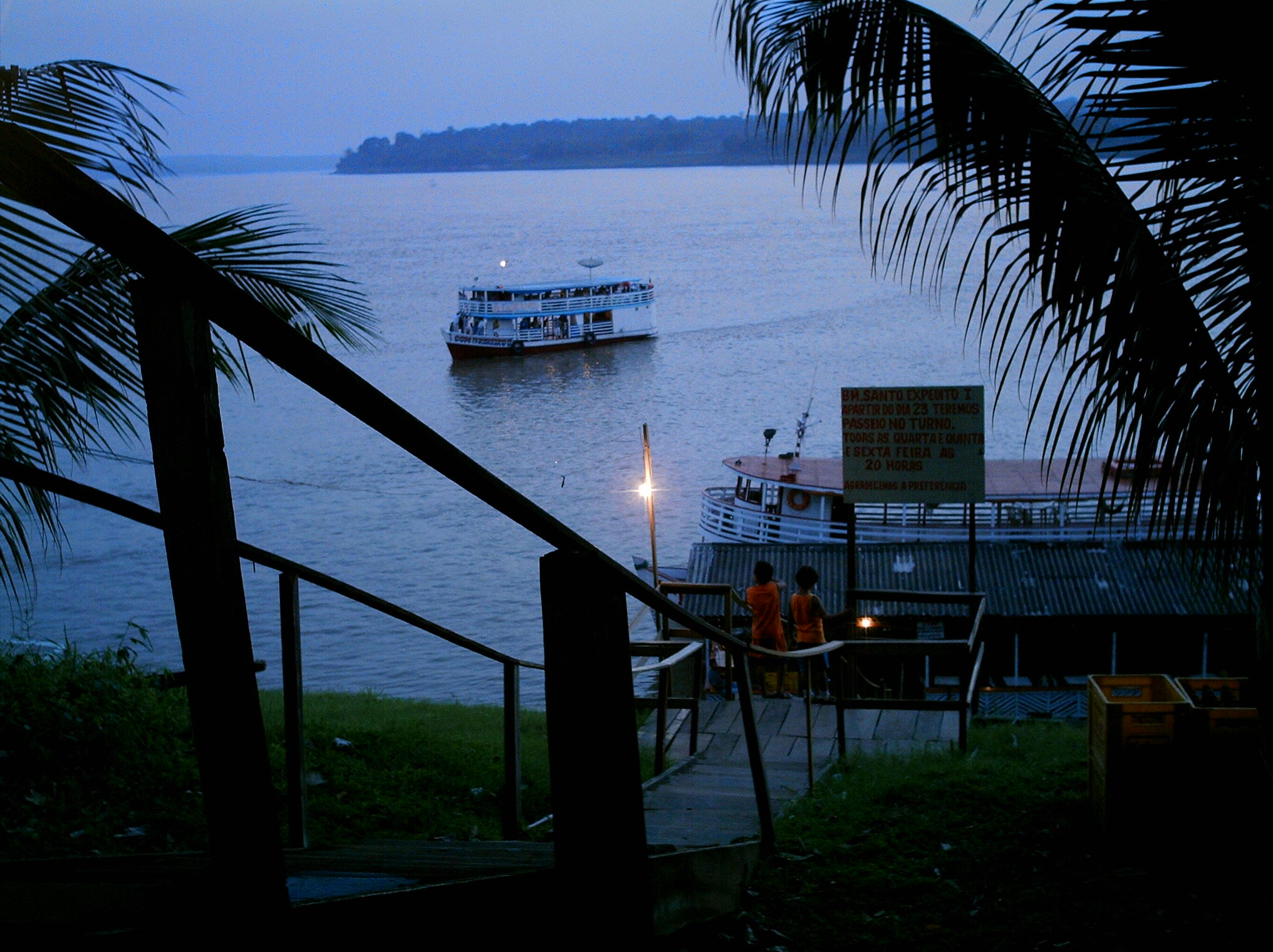
Bâne thuyền trên sông
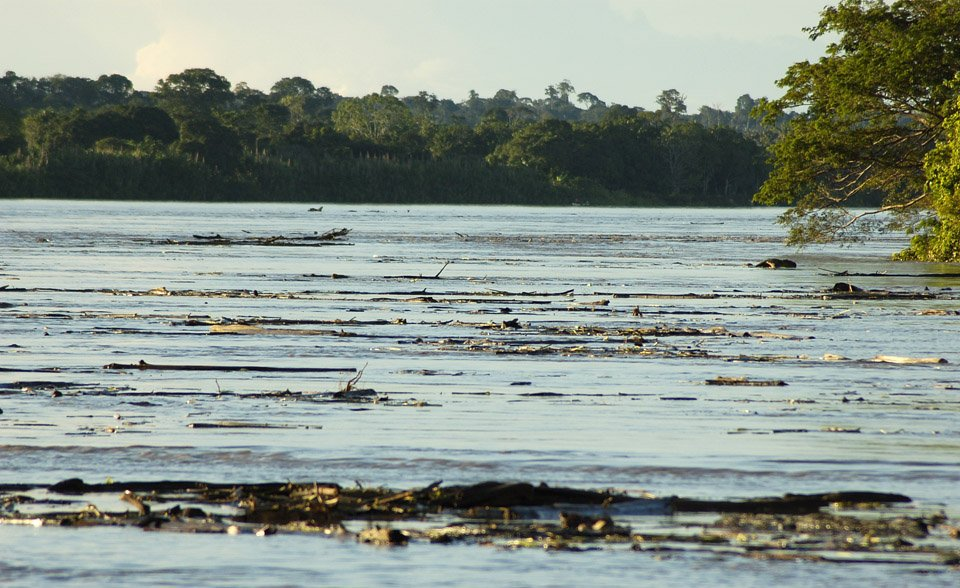
Các thân cây và cành cây nổi trên mặt sông Madeira